# Túrris Tamâlenos
Túrris Tamâlenos (em latim: Turris Tamalleni) foi uma cidade do Norte de África, datada das eras cartaginesa, romana, vândala e bizantina.

## Geografia
A cidade ficava a oeste de Tacapes e ao sul de Capsa,. Está localizada no oásis de Mansura, a 1,5 quilômetros de Telmine e 7,5 quilômetros de Kebili.

## História
A cidade de Túrris Tamâlenos foi fundada antes de Cartago, quando a tribo dos nibgênios estabeleceu um celeiro fortificado e uma residência fortificada para o chefe tribal. Foi renomeada no século IV a.C. e permaneceu o centro da tribo dos nibgênios, com o nome Turres sendo provavelmente o nome indígena. Era originalmente um forte romano e era ligado pela Estrada Romana sob Domiciano. Mais tarde tornou-se município sob Adriano (cerca de 105) tomando o nome Túrris Tamâlenos.  É mencionado no Itinerário Antonino na estrada nas fronteiras de Trípoli e Léptis Magna. Durante a era romana tardia foi uma sé episcopal e, séculos mais tarde, um centro de resistência dos almorávidas. A cidade foi tomada e destruída pelos almóadas em 1205. Uma cidade árabe chamada Torrá ou Telmim foi construída a partir dos escombros da cidade romana e é identificada como as ruínas de Oum-Es-Samâa. Tudo o que resta da cidade antiga são dois grandes reservatórios de irrigação separados por um muro, que foram restaurados em 1780 pelo Bei de Tunes e que formam um lago de um hectare.